# Municipio de Clinton (Dakota del Sur)
El municipio de Clinton (en inglés: Clinton Township) es un municipio ubicado en el condado de Miner en el estado estadounidense de Dakota del Sur. En el año 2010 tenía una población de 82 habitantes y una densidad poblacional de 0,88 personas por km².

## Geografía
El municipio de Clinton se encuentra ubicado en las coordenadas 43°58′28″N 97°46′46″O / 43.97444, -97.77944. Según la Oficina del Censo de los Estados Unidos, el municipio tiene una superficie total de 93.36 km², de la cual 93,15 km² corresponden a tierra firme y (0,23 %) 0,21 km² es agua.

## Demografía
Según el censo de 2010, había 82 personas residiendo en el municipio de Clinton. La densidad de población era de 0,88 hab./km². De los 82 habitantes, el municipio de Clinton estaba compuesto por el 98,78 % blancos, el 1,22 % eran asiáticos. Del total de la población el 0 % eran hispanos o latinos de cualquier raza.